# Buzescu
Buzescu es una comuna ubicada en el distrito de Teleorman, Rumania.

## Superficie
Posee una superficie de 34,98 kilómetros cuadrados.

## Demografía
Hasta 2021 la población era de 3707 habitantes, con una densidad de población de 106,0 habitantes por kilómetro cuadrado.